# Cari Tuna
Cari Tuna (Minnesota, 4 de octubre de 1985) es una empresaria estadounidense sin ánimo de lucro. Fue reportera de The Wall Street Journal y es cofundadora y colaboradora de las organizaciones Open Philanthropy y Good Ventures.

## Biografía
Cari Tuna nació en Minnesota el 4 de octubre de 1985. Es la mayor de tres hijos de dos médicos y creció en Evansville (Indiana), donde estudió en la Signature School, donde fue presidenta del consejo estudiantil, fundó una sección de Amnistía Internacional y fue covaledictoriana.
Tuna estudió Ciencias Políticas en la Universidad de Yale, donde escribió para el periódico estudiantil Yale Daily News. Mientras estudiaba, colaboró con artículos en el periódico de su ciudad natal, el Evansville Courier & Press, y realizó prácticas en el Minneapolis Star Tribune. Con conocimientos básicos de árabe y turco, Tuna se planteó una carrera como corresponsal en el extranjero.

## Carrera
Tras graduarse, Tuna trabajó como reportera para The Wall Street Journal, donde informó sobre Silicon Valley y la industria tecnológica durante casi tres años.
En la actualidad, Tuna trabaja a tiempo completo en Good Ventures, la fundación privada que cofundó con su marido, y es presidenta de Open Philanthropy, una empresa derivada de la colaboración entre Good Ventures y GiveWell, que cofundó con su marido y Holden Karnofsky. Tuna fue incluida en la lista de Time de "Las 100 personas más influyentes de la inteligencia artificial en 2024" por su papel como presidenta de Open Philanthropy.

## Vida personal
Tuna conoció al empresario de Internet Dustin Moskovitz en una cita a ciegas, y se casaron en 2013. Ella y su marido son firmantes del Giving Pledge de Bill Gates y Warren Buffett.
Tuna es un miembro destacado de la comunidad del altruismo efectivo.